# 保羅·阿辛卡奧
保羅·阿辛卡奧·達施華（葡萄牙語：Paulo Assunção da Silva，1980年1月25日—），是一名已退役的巴西職業足球員，擔任防守中場。他以出色位置感及攔截著稱，由於在葡萄牙球會效力多年，他因而亦獲得葡萄牙護照，主要替波圖效力。他亦曾效力西甲球會馬德里體育會四年，贏得兩次歐霸盃冠軍。

## 足球生涯

### 早年及波圖
阿辛卡奧生於瓦西亞·格蘭德，於巴甲球會彭美拉斯展開其職業生涯。移居葡萄牙後曾短暫效力波圖B隊，其後又返回彭美拉斯。2002/03球季，他加盟國民隊，於2003年1月26日首度於葡超上陣，以0:0賽和甘馬雷斯。
經過兩個成功的球季後，波圖重新羅致阿辛卡奧，但又於2004/05球季被外借至AEK雅典。2005年7月，他重返波圖，成為球會不可或缺的一員（他夥拍劳尔·梅雷莱斯及路易斯·冈萨雷斯踢中場），並助球會取得聯賽三連霸。

### 馬體會
2008年7月，馬體會決定買斷阿辛卡奧的合約邀他加盟。他很快便融入該會，2008/09球季更踢足全季所有聯賽賽事，更助球會打入前四位置，以獲得翌季的歐聯參賽資格。
著重防守的阿辛卡奧，於2010年1月17日首度為馬體會入球，助球隊主場3:2擊敗希杭，憑藉其出色表現，他穩佔地成為球隊的首席防守中場位置。不過，自該會於2010/11球季簽入馬里奧·蘇亞雷斯後，他漸漸失去正選位置。
2011/12球季，阿辛卡奧淪為第四選擇，在蘇亞雷斯、加比和堤亞高文迪斯之後，他在該季僅為球會上陣6場，當中4場為正選，不過他卻隨隊贏得歐霸盃冠軍。

### 生涯晚期
經過在歐洲打滾多年後，阿辛卡奧返回巴西，加盟聖保羅，合約於2012年7月21日生效，但他卻於12月28日在雙方同意下解約，其後他返回西班牙加盟拉科魯尼亞。但在該會並未獲得重用，輾轉間加盟希臘球會利華戴亞高斯，但在該會卻苦無上陣機會，其後宣布解約，現已回復自由身。

## 榮譽
波圖
- 葡超: 2005–06、2006–07、2007–08
- 葡萄牙盃: 2005–06
- 葡超盃: 2005

馬體會
- 歐霸盃: 2009–10、2011–12
- 歐超盃: 2010
- 國王盃: (亞軍) 2009–10

聖保羅
- 南美球會盃: 2012

## 外部連結
- Stats and profile at Zerozero[永久]
- Stats at ForaDeJogo （页面存档备份，存于）
- BDFutbol profile （页面存档备份，存于）
- Soccerway profile （页面存档备份，存于）